# Chlorospingus canigularis
La tangara de garganta gris (Chlorospingus canigularis) es una especie de ave en la familia Thraupidae. 

## Distribución
Se encuentra en Colombia, Costa Rica, Ecuador, Panamá, Perú y Venezuela. 

## Hábitat
Su hábitat natural son los bosques secos tropicales o subtropicales, bosques húmedos subtropicales o tropicales de tierras bajas y montanos húmedos subtropicales o tropicales.